# ISO 3166-2:UZ
ISO 3166-2:UZ — стандарт Международной организации по стандартизации, который определяет геокоды. Является подмножеством стандарта ISO 3166-2, относящимся к Узбекистану.
Стандарт охватывает двенадцать областей, республику и город Ташкент. Каждый код состоит из двух частей: кода ISO 3166-1 для Узбекистана — UZ и двухсимвольного кода, записанных через дефис.
Дополнительный двухбуквенный код образован созвучно из англоязычных названий областей, республики Каракалпакстан и Ташкента.
Геокоды двенадцати областей, республики и город Узбекистана являются подмножеством кода домена верхнего уровня — UZ, присвоенного Узбекистану в соответствии со стандартами ISO 3166-1.

## Геокоды первого и второго уровня для Узбекистана
| Код   | Административная единица |            |
| ----- | ------------------------ | ---------- |
| UZ-AN | Андижанская              | область    |
| UZ-BU | Бухарская                | область    |
| UZ-JI | Джизакская               | область    |
| UZ-QA | Кашкадарьинская          | область    |
| UZ-NW | Навоийская               | область    |
| UZ-NG | Наманганская             | область    |
| UZ-QR | Каракалпакстан           | республика |
| UZ-SA | Самаркандская            | область    |
| UZ-SU | Сурхандарьинская         | область    |
| UZ-SI | Сырдарьинская            | область    |
| UZ-TK | Ташкент                  | город      |
| UZ-TO | Ташкентская              | область    |
| UZ-FA | Ферганская               | область    |
| UZ-XO | Хорезмская               | область    |

## Геокоды пограничных для Узбекистана государств
- Казахстан — ISO 3166-2:KZ (на севере, северо-востоке и северо-западе),
- Туркменистан — ISO 3166-2:TM (на юго-западе и юге),
- Афганистан — ISO 3166-2:AF (на юге),
- Таджикистан — ISO 3166-2:TJ (на юго-востоке).